# 钱元琳
钱元琳（899年—？），杭州錢塘（今浙江杭州）人，是五代十國的吳越國文穆王钱元瓘的弟弟，武肃王钱镠的第二十三子，母亲莊穆夫人吴氏。
钱元琳官至右千牛卫大将军，封吴兴侯，慈溪钱氏是他的后裔。